# Goliath (bandvagn)
Goliath, tyska: Leichter Ladungsträger Goliath (Sd.Kfz. 302/303a/303b), var ett fjärrstyrt, tyskproducerat obemannat landfordon beväpnat med en sprängladdning som användes av Wehrmacht under andra världskriget. Fordonet kallades för beetle tank bland de allierade. Syftet med Goliat var att förstöra bunkrar, stridsvagnshinder och minfält genom att fjärrstyra vagnen fram till målet och sedan detonera laddningen ombord.

## Utveckling
Efter försök med den fjärrstyrda minröjningsvagnen Mineräumwagen under 1939 till 1940 beställde man ett mindre fjärrstyrt fordon som skulle bära en sprängladdning som kunde användas till mer än bara förstöra minfält. Den första versionen Sd.Kfz. 302 drevs av två 12 volts elmotorer som drev varsitt band och hade en sprängladdning på 60 kg. Den styrdes genom en kabel som rullades ut från en spole i bakkroppen. Totalt tillverkades 2650 stycken från april 1942 till januari 1944.
Då elmotorerna var dyra och svåra att reparera i fält beställde man en bensinmotordriven version Sd.Kfz. 303a. Den bensindrivna versionen drevs av en tvåcylindrig Zündapp tvåtaktsmotorer på 703 cm³ och 12,5 hk. Sprängladdningen ökades till 75 kg och pansarskyddet ökades till 10 mm. Totalt tillverkades 4604 stycken från april 1943 till september 1944. En version Sd.Kfz. 303b med en sprängladdning på 100 kg tillverkades i 325 exemplar mellan november 1944 och januari 1945.